# 5594 Джимміллер
5594 Джимміллер (5594 Jimmiller) — астероїд головного поясу, відкритий 12 липня 1991 року.
Тіссеранів параметр щодо Юпітера — 3,177.